# Axel Preisler
Axel Preisler (født 12. maj 1871 i Odense, død 25. september 1930 i København) var en dansk arkitekt.

## Karriere
Preislers forældre var købmand Peter Carl Henrich Preisler og Petra Rasmine Margrete Møller. Preisler blev udlært tømrersvend 1890, og samme år tog han afgang fra Odense Tekniske Skole. Han blev optaget på Kunstakademiet i 1890 med afgang i 1899 og var undervejs medhjælper hos Valdemar Ingemann, Vilhelm Dahlerup og Heinrich Wenck.
I en årrække var Preisler medlem af Akademisk Arkitektforenings Rets- og Honorarudvalg, og leder i perioden 1924-30, samt foreningens formand i 1930 Tillige medlem af Akademiets jury.
Preisler var meget vågen over for tidens forskellige strømninger, som hans arbejder repræsenterede på en kultiveret måde. Af særlig interesse er Odensegade-husene som et tidligt eksempel på nyklassicisme, og Dansk Folkeforsikring i en barok, der er påvirket af Alfred Messel. Også i hjørneejendommen på Bülowsvej er der indflydelse fra samtidig ekspressiv tysk arkitektur at spore.
Han udstillede på Charlottenborg Forårsudstilling i 1918, 1921 og 1922.
Preisler blev gift 1894 med Astrid Rigmor Rohde (16. juli 1874 i Helsingør – 8. februar 1940 i København), datter af garvermester Hans Jens Michael Rohde og Adelaide Thomasine Ulrichsen. Han er begravet på Garnisons Kirkegård.

## Værker
(I København, med mindre andet er nævnt)
- Værnedamsvej 4 B (1897-98)
- Pakhus i Prinsessegade/Bodenhoffs Plads (1898-99, nedrevet)
- Baghuset, Ulrichsens Stiftelse, Wesselsgade 12 A (1901)
- Boligejendom, Ahlmanns Allé 15A/Søbøtkers Allé, Hellerup (1903)
- Frederiksholms Kanal 6 (1904)
- Fredensborg Vandtårn, Fredensborg (1905-06)
- Odensegade 23-25 (1906, sammen med Povl Baumann)
- Frederiksberg Allé 66, Frederiksberg (1906, præmieret)
- Bülowsvej 40/Rosenørns Allé 70, Frederiksberg (1906, sammen med Povl Baumann)
- Julius Thomsens Gade 7/Åboulevard (1907)
- Administrations- og funktionærbygning for Gosch's tændstikfabrikker, Islands Brygge 63 (1908)
- Dansk Folkeforsikringsanstalt, nu Nykredit, Otto Mønsteds Plads 11 (1909)
- Nordisk Gjenforsikrings Selskab, Grønningen 21-25 (1910, gavl ændret)
- Stationer på Ryomgård-Gjerrild-Grenaa Jernbane (1911 og 1917), Nakskov-Kragenæs Jernbane (1915), Frederiksværk-Hundested Jernbane (1916) og Varde-Grindsted Jernbane (1919).
- Hammerensgade 2/Store Kongensgade 118 for Reassurancekompagniet Salamandra (1926-27, efter konkurrence)

Sammen med Einar Ambt:
- Pavillon i Voigts Minde ved Fåborg (efter konkurrence 1911)
- Privatbanestationer: Nr. Nebel-Tarm, Varde-Grindsted, Ryomgård- Gjerrild og Hundested-Frederiksværk jernbaner (fra 1911)
- Falkoner Allé 44-46/Skt. Nicolaivej 2, Frederiksberg (1913-14, præmieret)
- Strandboulevarden 77A-81, Østerbro (1914, præmieret)
- Nakskov Havnebygning (1915)
- Villa, Gammel Vartov Vej 2, Ryvangen (1915, totalt ombygget)
- Villa, Borrebakken, nu Lyngby-Taarbæk Kommunes plejehjem, Brede (1915-16)[1]
- Villa Strandgården, Richelieus Allé 16, Hellerup (1915-16, præmieret)
- Lille Bernstorff, Jægersborg Allé, Charlottenlund (1916-17, præmieret)
- Ombygning af Store Kongensgade 31 (1916 og senere)
- Sommerbolig for civilingeniør Philip Gram, Skodsborg Strandvej 81, Skodsborg (1917)
- Villa, Bernstorfflund Allé 2, Hellerup (1917, præmieret)
- Villa, Richelieus Allé 14, Hellerup (1917, præmieret)
- Villa, Sofievej 15, Hellerup (1917-18)
- Villa, Tesdorfsvej 40-44, Frederiksberg (1917-18)
- Hovedbygning, Endrupgård ved Fredensborg (1918)
- Villa, Hambros Allé 30, Hellerup (1919)
- Ejendommen Guldbergsgade 72-82/Sjællandsgade/Fensmarksgade/Tibirkegade (1921)
- Villa, Rosbæksvej 22, Ryvangen (1922)
- Villaen Stubben i Gilleleje for fabrikejer Ferslew (1922)